# Scotorythra idolias
Scotorythra idolias är en fjärilsart som beskrevs av Edward Meyrick 1899. Scotorythra idolias ingår i släktet Scotorythra och familjen mätare. Inga underarter finns listade.